# المعاين

تعديل مصدري - تعديل

المعاين هي إحدى حارات حي الظهار بمدينة إب اليمنية، بلغ تعداد سكانها 2034 نسمة حسب تعداد اليمن لعام 2004.